# Portal odprtih podatkov EU
Portal odprtih podatkov EU je točka dostopa do javnih podatkov, ki jih objavijo institucije, agencije in drugi organi Evropske unije. Podatke je mogoče uporabiti in ponovno uporabiti za komercialne in nekomercialne namene.
Portal je ključni instrument strategije EU o odprtih podatkih. Z enostavnim in brezplačnim dostopom do podatkov želimo spodbuditi njihovo inovativno uporabo in izkoristiti njihov gospodarski potencial. Portal je namenjen tudi krepitvi preglednosti in odgovornosti institucij in drugih organov EU.

## Pravna podlaga in začetek delovanja portala
Portal deluje od decembra 2012, in sicer na podlagi Sklepa Komisije z dne 12. decembra 2011 o ponovni uporabi dokumentov Komisije za spodbujanje dostopnosti in ponovne uporabe podatkov (2011/833/EU).
Sklep poziva vse institucije EU, da objavijo informacije, denimo odprte podatke, in javnosti omogočijo dostop do njih.
Za upravljanje portala skrbi Urad za publikacije Evropske unije. Izvajanje politike odprtih podatkov je v pristojnosti Generalnega direktorata za komunikacijska omrežja, vsebine in tehnologijo (GD CONNECT) pri Evropski komisiji.

## Funkcije
Na portalu je mogoče s pomočjo kataloga, ki uporablja skupne metapodatke, podatke iskati, raziskati, povezati, prenesti in ponovno uporabiti za komercialne ali druge namene. Portal vsebuje podatke, objavljene na spletiščih različnih institucij, agencij in drugih organov EU.
Tehnologije semantičnega spleta omogočajo nove funkcionalnosti. Po katalogu metapodatkov lahko iščete z interaktivnim iskalnikom (zavihek Podatki) in s poizvedbami SPARQL(zavihek Povezani podatki).
Uporabniki lahko tudi sami predlagajo, katere podatke bi radi videli na portalu in povedo svoje mnenje o kakovosti razpoložljivih podatkov.
Portal je na voljo v 24 uradnih jezikih EU, večina metapodatkov pa je zaenkrat na voljo le v omejenem številu jezikov (angleščini, francoščini in nemščini). Nekateri metapodatki (npr. imena ponudnikov podatkov, geografska pokritost) so v 24 jezikih.

## Pogoji uporabe
Za večino podatkov, dosegljivih na portalu odprtih podatkov EU, se uporablja pravno obvestilo spletišča Europa. Na splošno lahko podatke brezplačno ponovno uporabite za komercialne in nekomercialne namene, če ustrezno navedete vir. Za nekatere podatke veljajo posebni pogoji za ponovno uporabo, zlasti glede varstva podatkov in njihove zasebnosti ter zaščite pravic intelektualne lastnine. Za vsak nabor podatkov je na voljo povezava do pogojev.

## Razpoložljivi podatki
Portal vsebuje številne kakovostne odprte podatke z različnih področjih delovanja EU, denimo ekonomije, zaposlovanja, znanosti, okolja in izobraževanja. Njihov pomen je potrdila tudi listina odprtih podatkov skupine G8.
Do zdaj je svoje nabore podatkov (skupaj jih je že več kot 11 700) objavilo približno 70 institucij, organov in služb EU (npr. Eurostat, Evropska agencija za okolje, Skupno raziskovalno središče ter drugi generalni direktorati Evropske komisije in agencije EU).
Na portalu je tudi galerija z applikacijami in vizualizacijski katalog (od marca 2018).
Galerija z aplikacijami vsebuje aplikacije, ki uporabljajo podatke EU in ki so jih razvili institucije, agencije in drugi organi EU ter drugi subjekti. Aplikacije smo objavili v vednost in kot primer uporabe podatkov za razvoj aplikacij.

Vizualizacijski katalog zajema zbirko orodij za vizualizacijo, vizualizacij za usposabljanje in ponovno uporabo za vse stopnje poznavanja podatkovne vizualizacije od začetne do zahtevne.

## Struktura portala
Portal je postavljen z odprtokodnimi rešitvami, denimo sistemom za upravljanje vsebine Drupal in programom za upravljanje podatkov CKAN, ki ga je razvila organizacija Open Knowledge Foundation. Za podatkovno zbirko oblike RDF uporablja Virtuoso, ima tudi končno točko SPARQL.
Katalog metapodatkov temelji na mednarodnih standardih, denimo Dublin Core, besednjaku kataloga metapodatkov (DCAT-AP), in shemi metapodatkov za opis sredstev (ADMS).